# غزو جزر أولاند
يُعتبر غزو جزر أولاند (بالإنجليزية: Invasion of Åland) بمثابة حملة عسكرية من عام 1918 من الحرب العالمية الأولى على جزر أولاند، فنلندا. تم غزو الجزر، التي ما تزال تستضيف القوات الروسية السوفييتية، لأول مرة من قِبَل السويد في أواخر فبراير ثم من قِبَل القيصرية الألمانية في أوائل مارس. كان الصراع أيضًا متعلقًا بالحرب الأهلية الفنلندية بما في ذلك قتال محلي بين البيض وجمهورية العمال الاشتراكية (الحمر) في فنلندا.
مع سيطرة ألمانيا على جزر أولاند في مارس من عام 1918، تم القبض على القوات الروسية إلى جانب مغادرة القوات السويدية بحلول نهاية الحرب الأهلية الفنلندية في مايو. بقي الألمان في جزر أولاند حتى سبتمبر من عام 1918. ثم تم تسليم أزمة أولاند إلى مؤتمر باريس للسلام في عام 1919 وعصبة الأمم في عام 1920. تم التوقيع أخيرًا على اتفاقية أولاند عام 1921 لإعادة تأسيس حالة جزر أولاند منزوعة السلاح كجزء مستقل عن فنلندا.

## الخلفية
تقع جزر أولاند تقع في شمال بحر البلطيق بين السويد وفنلندا. يُعتبر السكان من الناطقين باللغة السويدية، لكن بعد معاهدة هامينا عام 1809، تنازلت الجزر إلى الإمبراطورية الروسية جنبًا إلى جنب مع الغالبية العظمى من المناطق الناطقة باللغة الفنلندية في السويد لتصبح دوقية فنلندا الكبرى، وهي جزء مستقل من الإمبراطورية الروسية. في مؤتمر باريس عام 1856، أثناء تسوية حرب القرم، تم تجريد جزر أولاند من السلاح بالكامل. وعندما اندلعت الحرب العالمية الأولى في عام 1914، حوّلت الإمبراطورية الروسية الجزر إلى قاعدة غواصات لاستخدام الطائرات البحرية البريطانية والروسية. في 25 يوليو من عام 1916، هاجمت مناطيد شوتلانز الجوية الألمانية ميناء ماريهامن وقصفت زوارق سرب الغواصة الخامس الروسي والسفينة الأم سفجاتيل نيكولاي، ما أسفر عن وفاة 7 بحارة من الرُّوس.
بدأت الحكومة الروسية أيضًا ببناء التحصينات الدفاعية، بالاتفاق مع حلفائهم فرنسا وبريطانيا العظمى، وذلك من أجل منع الغزو الألماني. تم تحصين جزر أولاند بعشرة بطاريات مدفعية ساحلية إلى جانب عدة حاميات وسفن حربية ومطارين. بيد أن السويد اعتبرت أن هذه البُنى تكاد تكون أثقل من أن تقتصر على الدفاع عن الجزر. خشيت الحكومة من هجوم محتمل من أولاند، ولذلك شعرت السويد المحايدة بالضغط للانضمام إلى قوات الحلفاء. لكنها لم تفعل ذلك قطّ.

## آثار مابعد الكارثة
سحبت السويد معظم قواتها من جزر أولاند في 14 مارس، لكن سفينة أوسكار إلى جانب وحدة عسكرية صغيرة بقيت حتى نهاية الحرب الأهلية الفنلندية. بعد الحرب، كانت السويد ما تزال على استعداد لأخذ جزر أولاند وأرادت حلّ هذا النزاع عن طريق معاهدة فرساي، لكن لم يتم التطرق إلى الموضوع أبدًا. أجري استفتاء جديد في عام 1919 وانتهى بتصويت 9900 من أصل 10000 ناخب بالانضمام إلى السويد. طرحت بريطانيا العظمى القضية إلى عصبة الأمم التي كانت قد تأسست حديثًا. في يونيو من عام 1921، تم إعلان أولاند كإقليم منزوع السلاح ومستقل ذاتيًا عن فنلندا.